# Manolis Kalomiris
Manolis Kalomiris (in greco Mανώλης Καλομοίρης?; Smirne, 14 dicembre 1883 – Atene, 3 aprile 1962) è stato un compositore greco.
Studiò ad Atene, a Costantinopoli e, tra il 1901 e il 1906, a Vienna; nel 1910 si trasferì permanentemente ad Atene. Fondò nel 1919 il Conservatorio Ellenico e nel 1926, con altri artisti, il Conservatorio Nazionale; fu anche tra i fondatori dell'Unione dei compositori greci. Nel 1945 fu il primo musicista eletto all'Accademia di Atene.
Tra le sue composizioni vi sono tre sinfonie, quattro opere, un concerto per pianoforte e centinaia di canzoni.